# Macaranga taitensis
Macaranga taitensis är en törelväxtart som först beskrevs av Johannes Müller Argoviensis, och fick sitt nu gällande namn av Johannes Müller Argoviensis. Macaranga taitensis ingår i släktet Macaranga och familjen törelväxter. IUCN kategoriserar arten globalt som nära hotad. Inga underarter finns listade i Catalogue of Life.